# Ephedra antisyphilitica
Ephedra antisyphilitica är en kärlväxtart som beskrevs av Jean Louis Berlandier och Carl Anton von Meyer. Ephedra antisyphilitica ingår i släktet efedraväxter, och familjen Ephedraceae. Inga underarter finns listade i Catalogue of Life. Den blandas lätt ihop med  Ephedra nevadensis.

## Bildgalleri

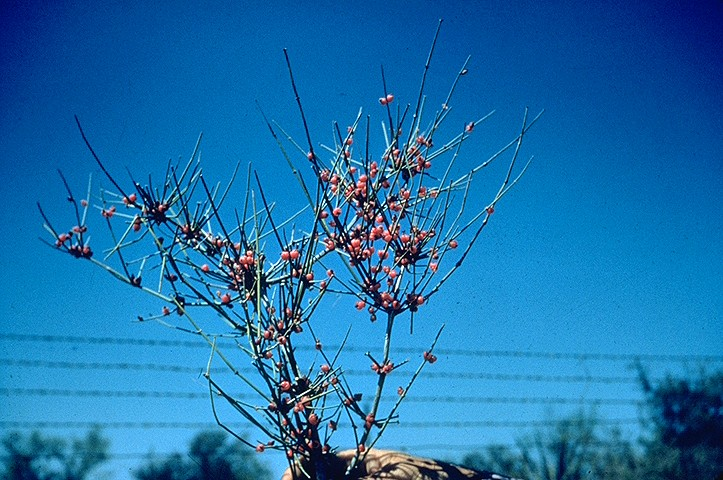